# Don't Give Up the Ship
Don't Give Up the Ship is een Amerikaanse filmkomedie uit 1959 onder regie van Norman Taurog. Destijds werd de film in Nederland uitgebracht onder de titel Jerry hou je roer recht.

## Verhaal
Luitenant John Paul Steckler moet zijn huwelijksreis onderbreken om voor een onderzoekscommissie te verschijnen. Hij moet er uitleggen waar zijn oorlogsschip is gebleven. Als blijkt dat hij daar geen flauw idee van heeft, wordt de psychiater Rita Benson op de zaak gezet. Samen met ex-matroos Stan Wychinski vindt John het wrak uiteindelijk onder water.

## Rolverdeling
| Acteur             | Personage                 |
| ------------------ | ------------------------- |
| Jerry Lewis        | John Paul Steckler        |
| Dina Merrill       | Rita J. Benson            |
| Diana Spencer      | Prudence Trabert Steckler |
| Mickey Shaughnessy | Stan Wychinski            |
| Robert Middleton   | Philo Tecumseh Bludde     |
| Gale Gordon        | Congreslid Mandeville     |
| Mabel Albertson    | Mevrouw Trabert           |
| Claude Akins       | Luitenant Farber          |
| Hugh Sanders       | Admiraal Rogers           |
| Richard Shannon    | Commandant Cross          |
| Chuck Wassil       | Commandant Craig          |